# Gagovo, Tărgoviște
Gagovo (în bulgară Гагово) este un sat în comuna Popovo, regiunea Tărgoviște,  Bulgaria. 

## Demografie
Componența etnică a satului Gagovo
     Nicio identificare (8,09%)
     Romi (23,8%)
     Turci (28,92%)
     Bulgari (39,17%)
La recensământul din 2011, populația satului Gagovo era de 605 locuitori. Nu există o etnie majoritară, locuitorii fiind bulgari (39,17%), turci (28,92%) și romi (23,8%). Pentru 8,09% din locuitori nu este cunoscută apartenența etnică.